# Crotalaria cylindrica
Crotalaria cylindrica är en ärtväxtart som beskrevs av Achille Richard. Crotalaria cylindrica ingår i släktet sunnhampor, och familjen ärtväxter.

## Underarter
Arten delas in i följande underarter:
- C. c. afrorientalis
- C. c. cylindrica